# Vart du än går
"Vart du än går" är en sång skriven av Niklas Strömstedt. Den finns med på hans studioalbum Om! från 1990, men utgavs också som singel samma år. Vart du än går var den andra singeln från albumet.
Singeln gavs ut på CD och vinyl (7"). Som B-sida valdes låten "Så snurrar din jord", även den skriven av Strömstedt och inkluderad på Om!. CD:n gavs ut som ett promotionexemplar och på denna fanns inte B-sidan med. Singeln spelades in i Polar Studios, med Bernard Löhr och Strömstedt som producenter.
Vart du än går tog sig 1990 in både på Svenska singellistan och på Svensktoppen. Den låg tre veckor på Svenska singellistan, som bäst på trettonde plats. Den låg på Svensktoppen under nitton veckor mellan den 14 oktober 1990 och 9 mars 1991. Den toppade listan under de tre första veckorna och under dessa veckor låg även Strömstedt-låten Om samtidigt på listan. Under en vecka 1991 låg Vart du än går även samtidigt på listan som Strömstedts nästa singel, Flickor talar om kärleken (män dom gör just ingenting alls).
Under sjätte säsongen av Så mycket bättre (2015) spelades låten även in av Lisa Nilsson.

## Låtlista

### CD
1. "Vart du än går" – 3:53

### 7"
Sida A
1. "Vart du än går" – 3:53

Sida B
1. "Så snurrar din jord" – 3:32

## Listplaceringar

### Niklas Strömstedt
| Lista (1990) | Topplacering |
| ------------ | ------------ |
| Norge        | 7            |
| Sverige      | 13           |

### Lisa Nilsson
| Lista (2015) | Topplacering |
| ------------ | ------------ |
| Sverige      | 22           |